# Стар (Ајдахо)
Стар (енгл. Star) град је у америчкој савезној држави Ајдахо.

## Демографија
По попису из 2010. године број становника је 5.793, што је 3.998 (222,7%) становника више него 2000. године.
| Група             | 2000.         | 2010.         |
| Белци             | 1.624 (90,5%) | 5.182 (89,5%) |
| Афроамериканци    | 5 (0,3%)      | 35 (0,6%)     |
| Азијати           | 4 (0,2%)      | 33 (0,6%)     |
| Хиспаноамериканци | 77 (4,3%)     | 390 (6,7%)    |
| Укупно            | 1.795         | 5.793         |